# برونو بريغيت
برونو بريغيت (ولد في 29 مايو 1950 في كوفران، سويسرا) كان أول أوروبي اعتقل وأدين لأنشطة إرهابية مؤيدة للفلسطينيين. كان شريك إيليش راميريز سانشيز المعروف باسم «كارلوس الثعلب». اختفى في عام 1995.

## المسيرة المهنية

### المهمة الإسرائيلية
في عام 1970 سافر بريغيت البالغ من العمر وقتها تسعة عشر عاما إلى لبنان للانضمام إلى الجبهة الشعبية لتحرير فلسطين. بعد بضعة أسابيع ألقي عليه القبض في 23 يونيو 1970 في إسرائيل بسبب حمله كيلوغرامين من المتفجرات لتفجير منشآت الميناء في حيفا. طلب صديقه فرانسوا غينو من صهره المحامي موريس كروتشون الدفاع عن بريغيت.
حكم على بريغيت الذي نفى أي علاقة له مع الجبهة الشعبية لتحرير فلسطين في عام 1971 بالسجن لمدة خمسة عشر عاما ولكنه صدر عفوا عنه في عام 1977 نتيجة للدعوة العامة التي قامت بها لجنة دولية من المؤيدين شملت جان بول سارتر وسيمون دي بوفوار ونعوم تشومسكي وألبيرتو مورافيا وكذلك غينو. طرد من إسرائيل في 24 يوليو 1977.
في أواخر السبعينات أقام بريغيت صلات مع مسلحين من بريما لينيا. كتب روايته عن أسرته في إسرائيل التي نشرت في عام 1980 في ميلانو تحت عنوان مدرسة الكراهية.

### قصف راديو أوروبا الحرة
كتب ريتشارد كامينغس أن بريغيت انضم إلى مجموعة كارلوس في عام 1980 وشارك في تفجير عام 1981 في مقر إذاعة أوروبا الحرة في ميونيخ كعملية أولى. في أغسطس 1996 أصدر المدعون العامون الألمان مذكرة توقيف بحق بريغيت فيما يتصل بهذا الهجوم.

### المهام الفرنسية
في فبراير 1982 تم القبض على بريغيت وزوجة كارلوس ماغدالينا كوب (طازجة من بعثة فاشلة في 18 يناير 1982 لتدمير محطة سوبيرفينيكس للطاقة النووية في فرنسا) في مرآب للسيارات تحت الأرض في باريس. كانوا يحملون في جذع سيارتهم زجاجتين من الغاز وكيلوغرامين من المتفجرات المرتبطة بجهاز توقيت وقنبلتين يدويتين. خلال القبض عليه حاول بريغيت قتل الشرطة ببندقية التي أسيء استخدامها.
نفى بريغيت وكوب أنهما كانا في مهمة إرهابية. طلب فرانسوا غينو من صديقه المحامي جاك فيرجيس الدفاع عنهما في المحكمة. كما قامت منظمة كارلوس بتفجير عدة قنابل انتقاما للقبض عليها ثم كتب كارلوس إلى وزير الداخلية الفرنسي غاستون ديفير مطالبا بإطلاق سراحهما. عندما تسربت الرسالة إلى الصحافة انتهت بحصول الثنائي على أحكام سجن خفيفة مع اسقاط محاولة تهمة القتل.
قيل فيما بعد أن بريغيت وكوب قد تم اختيارهما لقصف مكتب باريس لمجلة الوطن العربي في 33 شارع ماربيوف الذي ضرب في نهاية المطاف في 22 أبريل 1982.
بريغيت وكوب كانا أفرج عنهما إفراجا مشروطا في عام 1985 وانضما مرة أخرى إلى كارلوس في دمشق بسوريا. في وقت لاحق نقل بريغيت أسرته إلى اليونان.

## الاختفاء
شوهد بريغيت آخر مرة في 12 نوفمبر 1995 على متن العبارة لي لاتو التي أبحرت من إيطاليا إلى اليونان. لم تكشف عمليات البحث التي أجرتها الشرطة اليونانية والإنتربول عن أي شيء. هناك العديد من النظريات والشائعات بشأن اختفائه. تكهن البعض أنه قتل من قبل زملاء سابقين وأنه اختبأ بسبب الأدلة ضده في ملفات شتازي التي صدرت مؤخرا أو أنه تعاون مع السلطات ومنذ ذلك الحين فإنه يعيش بهوية جديدة.
اتهمت عائلته بأنه خطف من قبل المخابرات اليونانية أو الفرنسية. قيل في أواخر عام 1996 إنه ربما يكون قد قبض عليه من قبل الإدارة العامة للشرطة الفرنسية في مواجهة شهود ووثائق تتعلق بتورط مسؤولين إقليميين رفيعي المستوى في نيس في الاتجار بالأسلحة إلى الجزائر. تفيد التقارير بأن بريغيت تعاون مع المخابرات الفرنسية والعدالة.
في عام 2009 كتب كارلوس إلى رئيس الولايات المتحدة المنتخب حديثا باراك أوباما مدعيا أن بريغيت قد اختطف من قبل «عملاء وكالة المخابرات المركزية المدعومة من قبل الكوماندوز البحري الناتو» وطلب معلومات عن مكان وجوده الحالي.